# Carl Arvid Anderson i Storegården
Carl Arvid Anderson (i riksdagen kallad Anderson i Storegården), född 1 maj 1887 i Halvås församling, död 	5 februari 1935 i Önums församling, var en lantbrukare och politiker. Han var ledamot av riksdagens andra kammare 1922–1932 och tillhörde lantmanna- och borgarpartiet. I riksdagen skrev han 28 egna motioner om bl.a. jordbruksfrågor.